# Тарнок
Тарнок (мађ. Tárnok) је насеље у централној Мађарској. Тарнок је веће насеље у оквиру пештанске жупаније.

## Географија

### Локација
Тарнок се налази на 20 километара од Будимпеште, на обе обале потока Бента који се улива у Дунав. Оближња насеља: Шошкут, Ерд и Мартонвашар.
Унутрашњост се састоји од три главна дела. Најстарије је Село, са широком главном улицом која се спирално шири у центру. Ујтелеп је настао 1921. године на источној обали Бенте, а новија област Лигети је испарцелисана 1930. године на западној обали Бенте.

## Историја
Најранији познати помен Тарнока датира из 1257. године, његово име је тада забележено као Таварнук, а затим око 1283. у другом документу као Таварнуквег.
Аутор хунске хронике је прву велику битку између германског Детреа и Хуна сместио у Тарноквелђу.
Судећи по имену, насеље је можда било насељено Тарноцима, који су служили на краљевском двору у Будиму након најезде Татара.
Између 1257. и 1268. године, краљица и племићи из „Берка (Ерд)” водили су парницу око два комада земље у Тарноквелђу у Екенију, која су се звала Деска (Насеље).
Тарнок се састоји од три главна дела. Старо језгро, Офалу, нови део насеља настао је 1921. године, а Тарноклигет је 1930. године парцелисао земљопоседник Шандор Исеги Нађ. Године 2007. пребачен је из микрорегиона Будаерш у новоформирани микрорегион Ерди, а од 2013. године постаје део округа Ерди.

## Становништво
Током пописа 2011. 86,8% становника се изјаснило као Мађари, 0,8% као Роми, 1,2% као Немци, 0,7% као Румуни и 1,6% као Словаци (13,1% се није изјаснило). 
Верска дистрибуција је била следећа: римокатолици 31,4%, реформисани 8,1%, лутерани 0,9%, гркокатолици 0,7%, неденоминациони 24,1% (32,6% се није изјаснило).